# Erik von Rosen (läkare)
Erik Alfred Reinhold von Rosen, född 6 oktober 1903 i Stockholm, död 26 juni 1991, var en svensk läkare.

## Biografi
von Rosen blev medicine licentiat vid Lunds universitet 1932, medicine doktor och  docent i fysiologi 1941. Han var amanuens vid lungkliniken respektive medicinska kliniken i Lund 1933-1935, underläkare vid Orupssanatoriet 1937-1941, tillförordnad lärare i fysikalisk diagnos vid Lunds universitet, tillförordnad överläkare vid lungkliniken samt tillförordnad föreståndare för Centraldispensären från 1942 och ordförande från 1945. von Rosen var överläkare vid lungkliniken i Lund 1945-1970 och blev biträdande professor i lungmedicin i Lund 1969.
von Rosen blev ledamot av Kungliga Fysiografiska Sällskapet i Lund 1955. Han skrev skrifter rörande dispensärverksamhet, spontanpneumothorax, om nya plombmaterial för lungoperationer och i olika områden inom tbc samt studerade övriga röntgengenomlysningar av lungorna i tbc-arbeten (graduavhandling 1941).
Erik von Rosen tillhörde en pommersk släkt, den ointroducerade adliga ätten von Rosen (från Stralsund). Han var son till överläkaren Alfred von Rosen och Ida Schütze. Erik von Rosen gifte sig 1931 med filosofie kandidat Lena Smith (född 1909), dotter till Elin Scharmer, Lübeck, i hennes första gifte. Han var far till Inger (född 1932) och Björn (född 1942). von Rosen gravsattes på Norra kyrkogården i Lund.

## Utmärkelser
- Kommendör av Nordstjärneorden (KNO)[3]